# Theodor Leopold Weller

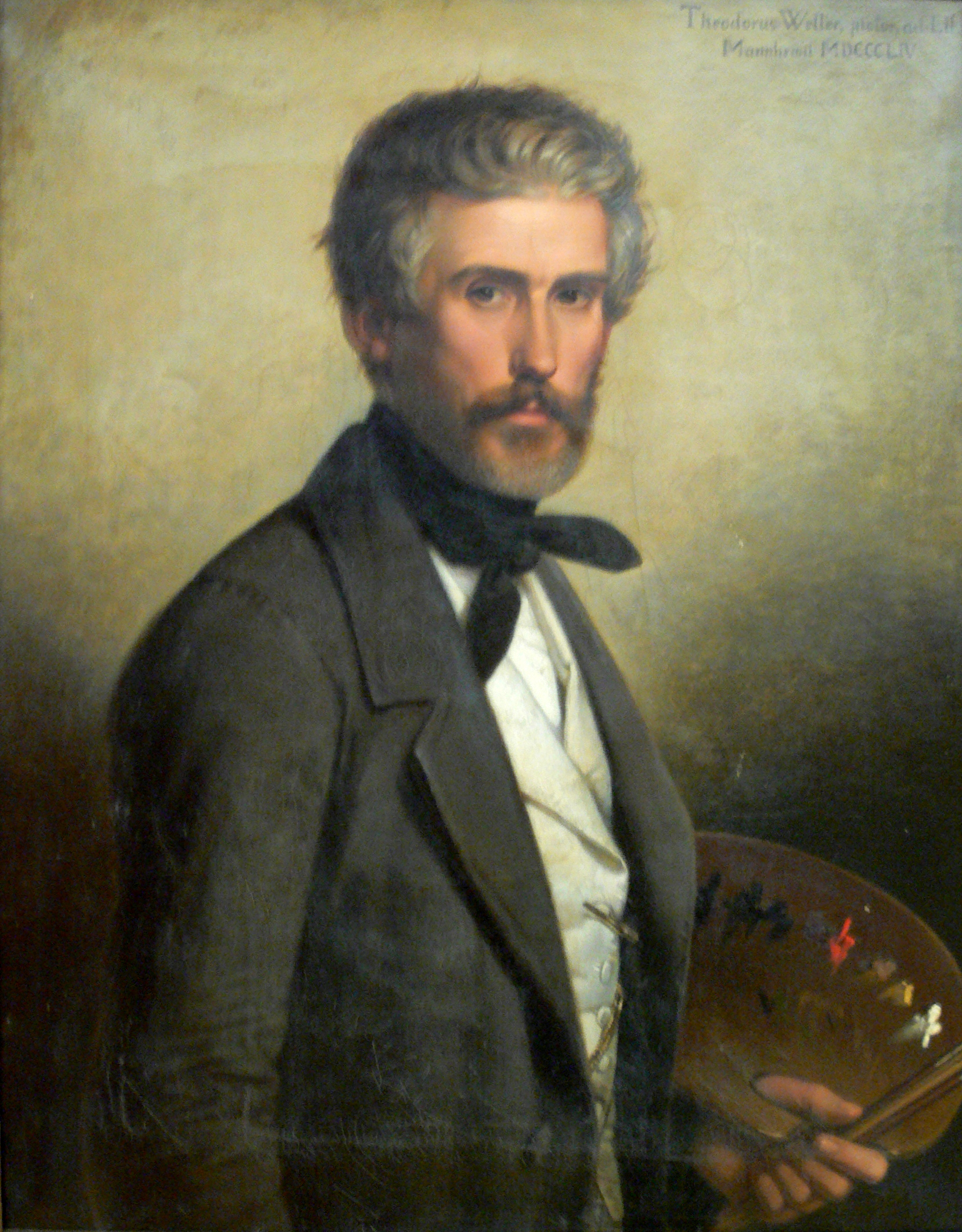
Selbstporträt 1854

Theodor Leopold Weller (* 29. Mai 1802 in Mannheim; † 10. Dezember 1880 ebenda) war ein deutscher Genremaler des 19. Jahrhunderts, ein Begründer der deutschen Genremalerei und ein bedeutender Vertreter der Münchener Schule.

## Familie
Weller war der zweite Sohn des Kanzleirats Franz Weller und Johanna, einer Tochter des Hofrats Andreas Lamey. Seine Schwester Christine Salome Weller war verheiratet mit dem Hofkapellmeister Michael Frey. Der Wunsch des Vaters war, dass Weller Jura studieren sollte. Es zeigte sich aber schon früh die künstlerische Begabung der Malerei. 1836 heiratete er Clara Mohr, die Tochter eines aus Italien stammenden Kaufmanns, dessen ursprünglicher Name del Moro war, und zog nach München. Mit seiner Ehefrau hatte Weller zwei Söhne und zwei Töchter.

## Kunstausbildung, Lehr- und Wanderjahre
1818 kam Weller an die Akademie der Bildenden Künste München. Er war Schüler von Johann Peter von Langer, dem ersten Direktor der Münchener Kunstakademie. In München studierte zur gleichen Zeit der deutsch-dänische Genremaler Ernst Meyer. Weller traf hier auch Peter von Cornelius, der 1819 von Kronprinz Ludwig von Bayern  nach München geholt wurde, wo er unter anderem die Glyptothek neu gestalten sollte. Wellers Neigung lag aber mehr an der Schilderung des Volkslebens und der Natur. Mit seiner detaillierten und sorgfältigen Malweise nahm er sich Peter von Hess als Vorbild. Mit seinem Freund, dem Landschaftsmaler Ernst Fries, ging er im Herbst 1825 nach Rom. Hier wurde er an der Akademie San Luca aufgenommen. Seine Wanderungen in Italien führten in bis nach Neapel.
1833 kehrte Weller vorübergehend nach Mannheim zurück, von wo aus er in den folgenden drei Jahren Paris und Düsseldorf besuchte. 1839 zog es ihn erneut nach Italien. Bis 1848 weilte er wieder in Rom, wo er 1845 Mitglied des Deutschen Künstlervereins wurde und in den Jahren 1846/47 dessen Vorstand angehörte. 1851 wurde er zum Direktor der Mannheimer Gemäldegalerie berufen. Er bekleidete gleichzeitig 23 Jahre das Amt des Vorstandes des Mannheimer Kunstvereins und war zum Schluss auch dessen Konservator. Der Kunsthistoriker und Kunstschriftsteller Georg Kaspar Nagler schrieb über ihn:

„in seinen Bildern erfaßte W. das Leben von seiner liebenswürdigen, naiven Seite und ein hervorragendes Talent für idyllische Darstellung. Seine Gestalten bewegen sich in mäßiger Freude oder geben sich gemüthlicher Ruhe hin. … Einen besonderen Reiz verleiht seinen Bildern die blühende lebenswarme Färbung und die ungekünstelte Meisterschaft des Vortrags.“

Ein von Weller selbst verfasstes Verzeichnis weist 124 Arbeiten von ihm aus.
Louis Coblitz (1814–1863) aus Mannheim war einer seiner Schüler.

## Werke (Auswahl)

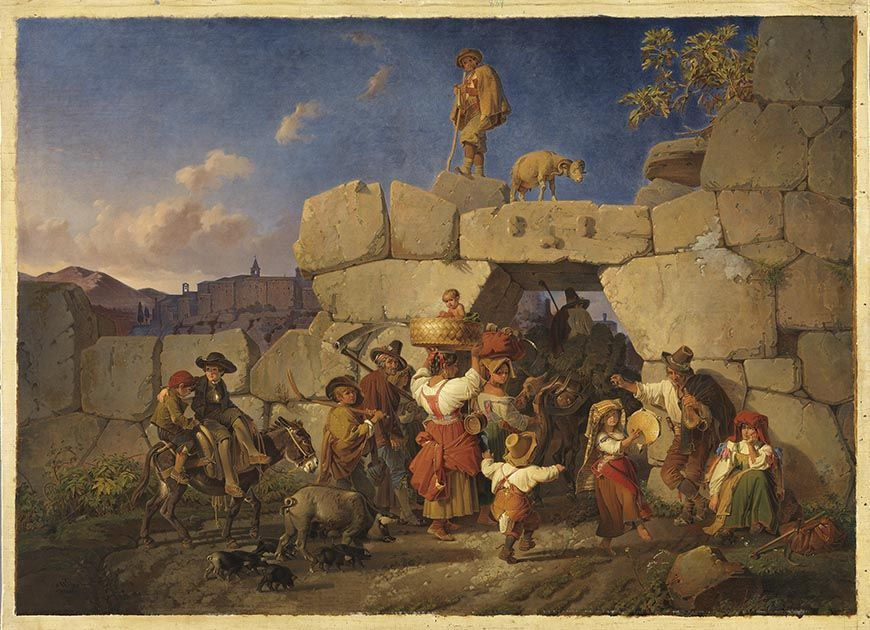
Heimkehr italienischer Landleute

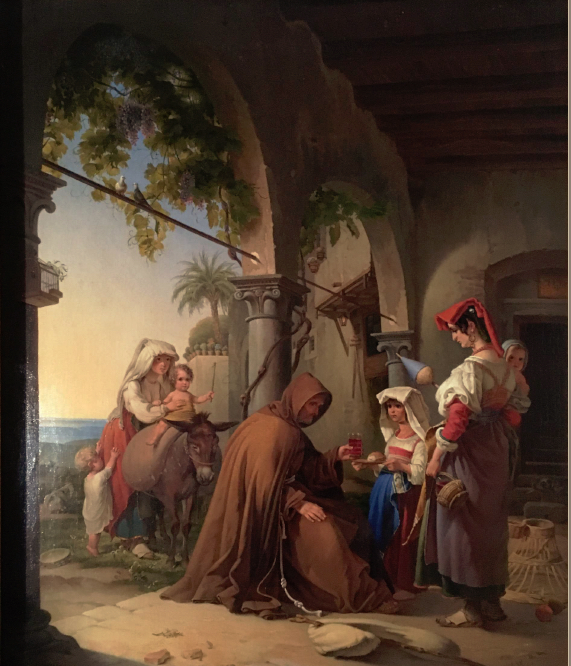
Der Bettelmönch von einer ländlichen Familie bewirthet.

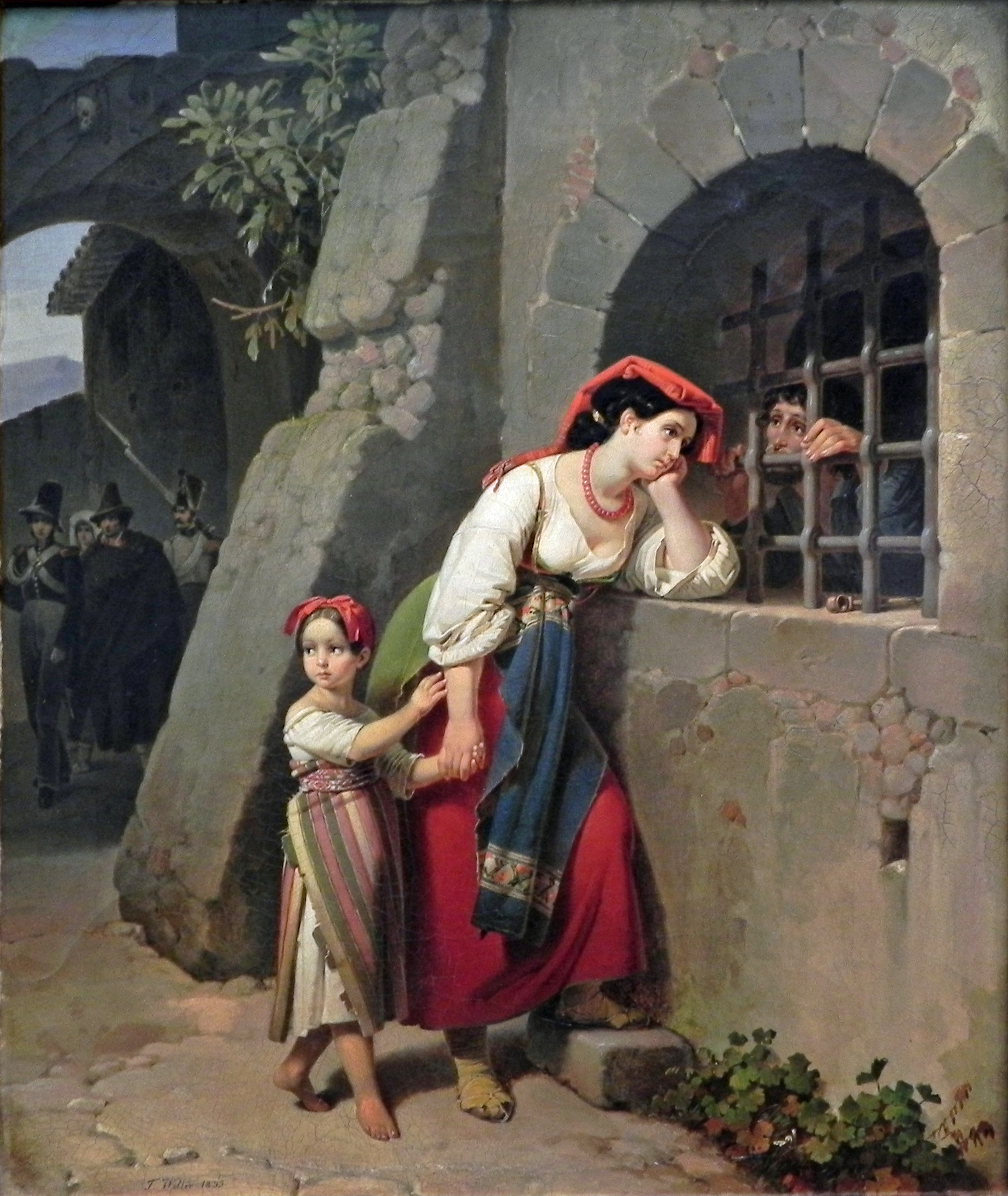
Besuch im Gefängnis

- Gauklerbande vor dem Marcellus-Theater (1828), Königliche Galerie Kopenhagen
- Die Mutter mit den Kindern in der Weinlaube (1828)
- Der Bettelmönch von einer ländlichen Familie bewirthet
- Die Wahrsagerin, Staatliche Kunsthalle Karlsruhe
- Krankenpflege[3]
- Besuch im Gefängnis (1835), Alte Nationalgalerie Berlin
- Carneval von Rom, Mannheimer Kunstverein
- Die Entenverkäuferin (1835), Öl auf Leinwand, 43 × 35 cm
- Das Fest (1845), Öl auf Leinwand, 82 × 67,5 cm
- Heimkehrende Landleute im Cyclopenthor von Segni, Neue Pinakothek München
- Der improvisirende Schuster, Museum Schloss Rosenstein Stuttgart